# Trodena nel parco naturale
Trodena nel parco naturale (AFI: /ˈtrɔdena/ o /ˈtrodena/; Truden im Naturpark in tedesco) è un comune italiano di 1 045 abitanti della provincia autonoma di Bolzano in Trentino-Alto Adige, sito nella bassa val di Fiemme.

## Geografia fisica
Il paese montano si estende in una conca nella parte superiore di Val dei Molini (Mühlental), ed è circondato dal cocuzzolo del Cucul (Hochwand, 1563 m) e dalla cima Kalmegg (Kalmegg). Sul suo territorio passa l'omonimo torrente.

## Origini del nome
Il toponimo è attestato come Trodene nel 1111 e come Truden nel 1286. Sembra derivi dal tipo "trodo", cioè "sentiero" ("trozo" sta appunto per "sentiero" nel dialetto fiemazzo, con analogie con il ladino "troi"): per Trodena sarebbero infatti passate le più antiche vie di collegamento tra Val di Fiemme e Bassa Atesina.
Dal 4 marzo 2008 il comune è stato ridenominato Trodena nel parco naturale (Truden im Naturpark) in riferimento al Parco naturale Monte Corno (Naturpark Trudner Horn).

## Storia
Le origini del paese sono documentabili al 1112, quando i signori di Enn di Montagna insediarono popolazioni di lingua tedesca.
Intorno al 1600, la popolazione della valle veniva chiamata teitsch, ovvero tedesca, dal cronista Marx Sittich von Wolkenstein. Il paese è raggiungibile da una nuova strada che si stacca da quella principale della val di Fiemme presso Fontanefredde (Kaltenbrunn), o dalla meno agevole via che si diparte da Montagna toccando Gleno e Casignano (Gschnon).
Trodena è parte integrante della Magnifica Comunità di Fiemme, pur non essendo geograficamente compresa in questa vallata, e già nel 1362 è chiamata nei documenti Trudena in Valle Flemis.
Negli anni venti è stato unito a Trodena l'ex-comune San Lugano, di lingua italiana, già frazione del comune di Carano. Dal 1917 al 1963 il comune di Trodena era fornito di ben due stazioni ferroviarie: Fontanefredde (Kaltenbrunn) e San Lugano, sulla linea ferroviaria Ora-Predazzo.
Trodena gode di un buon livello di turismo, specialmente estivo, a cui può offrire la chiesa parrocchiale di origini romaniche del XV secolo, con un'antica statua della pietà. Nel paese si trova un antico tiglio di 600 anni e il nuovo Centro Visite del parco naturale Monte Corno.
Fino al 4 marzo 2008 la sua denominazione era Trodena/Truden, in seguito si è aggiunta la dizione "nel parco naturale - im Naturpark".

### Simboli
Lo stemma riproduce gli attributi di san Biagio, patrono del comune, che secondo la tradizione fu martirizzato straziandone le carni con un pettine per la lana di ferro o con un rastrello. È stato concesso il 10 aprile 1930.
Il gonfalone è un drappo partito di bianco e di rosso.

## Monumenti e luoghi d'interesse

### Architetture religiose
- Chiesa di San Biagio, parrocchiale del paese. Venne edificata nel XVI secolo sulla base di una precedente cappella romanica e conserva al suo interno una pala raffigurante i Santi Biagio e Sebastiano, dipinta da Orazio Giovanelli nel 1621[12].
- Chiesa di San Lucano, chiesa parrocchiale nella frazione di San Lugano.

### Altre architetture
(Motto del Parco naturale Monte Corno)
- Centro visite, inaugurato il 10 giugno 2000 e solitamente è aperto da marzo a novembre. L'elemento chiave del centro è un vecchio mulino del 1948, nello specifico un mulino elevatore, alto tre piani a funzionamento elettrico, che lo rende unico in Alto Adige.

Dietro all'edificio si trova un giardino di piante officinali, e uno stagno con rane, gerridi e libellule.

## Società

### Ripartizione linguistica
La sua popolazione è in maggioranza germanofona:
| %      | Ripartizione linguistica (gruppi principali) |
| ------ | -------------------------------------------- |
| 76,05% | madrelingua tedesca                          |
| 23,33% | madrelingua italiana                         |
| 0,63%  | madrelingua ladina                           |

### Evoluzione demografica
Abitanti censiti

## Amministrazione
| Periodo | Periodo   | Primo cittadino | Partito | Carica  | Note |
| ------- | --------- | --------------- | ------- | ------- | ---- |
| 2000    | 2015      | Edmund Lanziner | SVP     | Sindaco |      |
| 2015    | in carica | Michael Epp     | SVP     | Sindaco |      |